# Chrysolina mactata mactata
Chrysolina mactata mactata é uma subespécie de insetos coleópteros polífagos pertencente à família Chrysomelidae.
A autoridade científica da subespécie é Fairmaire, tendo sido descrita no ano de 1859.
Trata-se de uma subespécie presente no território português.